# Saule, Pērkons, Daugava
Saule, Pērkons, Daugava (lettisk, oversat: Sol, Torden, Daugava) er en lettisk korsang for blandet kor med akkompagnement. Teksten stammer fra Rainis' skuespil "Daugava". Musikken er skrevet af komponisten Mārtiņš Brauns til opførelsen i teatret i Valmiera i 1988 (instrueret af Valentīns Maculēvičs). Sangen har siden gentagne gange været inkluderet i den lettiske sang- og dansefestivals program.
Sangen blev i 2014 i oversat udgave ("Ara és l’hora", dansk: "Nu er det tid") udnævnt til officiel hymne af den catalonske selvstændighedsbevægelse. Denne version af sangen har tekst af Miquel Martí i Pol.

## Originaltekst
| Saule Latvi sēdināja Tur, kur gali satiekas Balta jūra, zaļa zeme Latvei vārtu atslēdziņa Latvei vārtu atslēdziņa, Daugaviņas sargātāja. sveši ļaudis vārtus lauza Jūrā krita atslēdziņa. |  | Zilzibeņu pērkons spēra, velniem ņēma atslēdziņu. Nāvi, dzīvi Latve slēdza, Baltu jūru, zaļu zemi Saule Latvi sēdināja Baltas jūras maliņā Vēji smiltis putināja ko lai dzēra latvju bērni? |  | Saule lika Dieviņami, Lai tas raka Daugaviņu. Zvēri raka, Dieviņš lēja No mākoņa dzīvūdeņi. Dzīves ūdens, nāves ūdens Daugavā satecēja. Es pamērcu pirkstu galu Abus jūtu dvēselē. |  | Nāves ūdens,dzīves ūdens Abus jūtu dvēselē Saule mūsu māte - Daugav - sāpju aukle. Pērkons velna spērējs Tas mūsu tēvs. |

### Oversat til dansk
Teksten er en allegori over Letland som omstridt område på grund af Daugavas udmunding.
| Solen placerede Letland Hvor jordens ender mødes Det hvide hav, den grønne jord Letland havde nøglen til porten Letland havde nøglen til porten og vogtede floden Daugava fremmede krænkede porten og nøglen faldt i havet |  | Torden buldrede og blå lyn slog ud nøglen blev taget fra djævlene Letland spærrede de levende inde Det hvide hav, den grønne jord (Letland spærrede de levende inde Det hvide hav, den grønne jord)1 Solen placerede Letland ved kanten af det hvide hav vinden blæste en sandstorm hvad kan Letlands børn drikke? |  | (Solen beordrede gudinderne at skabe Daugava Bæsterne gravede, guderne øste Skyerne af vand)2. Livets vand, dødens vand flød ind i Daugava jeg stikker fingerspidsen i floden og føler begge i min sjæl |  | Livets vand, dødens vand jeg føler begge i min sjæl Solen er vor moder Daugava plejer vor smerte Torden, som rammer djævlene han er vor fader |

:1findes i den tonesatte udgave

:2ikke tonesat tekst